# Jenessa Grant
Felicity Jenessa Grant, es una actriz que interpretó a Aylee en la serie Reign.

## Carrera
En el 2013 se unió al elenco principal de la serie Reign donde interpretó a Lady Aylee, una de las mejores amigas y damas de compañía de Mary, la Reina de Escocia hasta el octavo episodio de la primera temporada luego de que su personaje fuera asesinado por Clarissa. Ella también proporciona la voz de Faith Seed en Far Cry 5.

## Filmografía
- Series de Televisión.:

| Año       | Título                 | Personaje         | Notas             |
| --------- | ---------------------- | ----------------- | ----------------- |
| 2010      | 18 to Life             | Cindy McLaren     | episodio "Detour" |
| 2013      | Off2Kali Comedy        | Varios Personajes | 2 episodios       |
| 2013      | Cracked                | Jenna Wall        | 2 episodios       |
| 2013      | Reign                  | Lady Aylee        | 8 episodios       |
| 2015      | Grimm                  | Chloe Bennett     | 1 episodio        |
| 2017      | Ransom                 | Evie              | 5 episodios       |
| 2017      | Orphan Black           | Mud               | 5 episodios       |
| 2017-2019 | El cuento de la criada | Ofsamuel/Dolores  | 11 episodios      |

- Películas.:

| Año  | Título                | Personaje         | Notas                                                                                                 |
| ---- | --------------------- | ----------------- | --- |
| 2014 | A Fighting Man        | Peg               | junto a Famke Janssen, James Caan, Kim Coates, Dominic Purcell, Michael Ironside & Louis Gossett Jr.  |
| 2013 | The Change            | Noah              | corto - junto a Supinder Wraich & Andy McQueen                                                        |
| 2013 | With Truelove Showers | Erin              | corto - junto a Shawn Lawrence                                                                        |
| 2012 | Dreemer               | Brandy            | corto - junto a A.K. Shand, Makenzie Smith, Vladimir Jon Cubrt & Patrick Stevenson                    |
| 2012 | On the Road           | Hija del Granjero | junto a Viggo Mortensen & Sam Riley                                                                   |
| 2012 | Liar                  | Crystal           | corto - junto a Rachelle White Wind Arbez, Sarah Kolasky, Tiona Johnson, Aidan Greene & Lamar Johnson |
| 2011 | Scout's Honor         | Scout Hooper      | corto - junto a Jonathan Robbins                                                                      |
| 2011 | Cyberbully            | Taylor Falsa      | junto a Emily Osment, Kay Panabaker, Meaghan Rath, Kelly Rowan, Jon McLaren & Robert Naylor           |
| 2011 | Jumping Jasper        | Susan             | corto - junto a Aaryn Alexander                                                                       |
|      | "The Intruders".      |                   | |